# 菲根贝格
菲根贝格是奥地利蒂罗尔州施瓦茨县的一个市镇。总面积58.5平方公里，总人口1271人，人口密度21.7人/平方公里（2005年）。